# Коретра
Коретра (лат. Chaoborus) — род некровососущих комаров из семейства Chaoboridae.

## Описание
Комары средней величины (длина 6—10 мм), ноги длинные, хоботок короткий. Личинки полупрозрачные с веретенообразным телом; активные хищники, питаются мелкими ракообразными (дафниями, циклопами) и молодыми личинками других комаров; живут обычно в толще воды, на дно опускаются редко; личинки разных видов коретр обитают в больших глубоких озёрах, небольших болотных и торфяных или богатых гумусом и илом водоёмах, а также в лужах. Личинки некоторых видов совершают в водоёмах вертикальные суточные миграции, тогда как другие виды постоянно держатся у поверхности воды. Взрослые особи встречаются в траве по берегам водоёмов; не кровососы.
Трахеи пронизывают голову личинки и доставляют кислород в ткани. Самые крупные трахеи идут в сложные фасеточные глаза, характерные только для этих личинок, и дальше в рострум головы, где снабжают кислородом мышцы, которые управляют антеннами для захвата добычи. В правой части находятся трахейные пузыри. Эти пузыри являются гидростатическим аппаратом. Они держат личинку в воде в горизонтальном положении и помогают регулировать глубину погружения. Пузыри покрыты клетками с тёмным пигментом, которые могут изменять размер. Если клетки расширены, то из-за поглощения ими света трахейные пузыри нагреваются и увеличиваются в объёме вследствие диффузии газа из крови, удельный вес личинки уменьшается, и она начинает всплывать. Сжатие пигментных клеток приводит к опусканию личинки на глубину.

## Классификация
К роду отнесено 43 современных и три вымерших вида.

## Хозяйственное значение
Личинки используются в качестве живого корма для аквариумных рыб. Продаются в зоомагазинах и на звериных рынках в живом виде и могут длительное время храниться в прохладном месте (например, в холодильнике). Могут также содержаться в хорошо аэрируемой воде, причём не требовательны к её химическому составу (выдерживают даже присутствие хлора).